# Ja’akow Kac (1906–1967)
Ja’akow Kac (hebr.: יעקב כ"ץ, ang.: Ya'akov Katz, ur. 28 grudnia 1906 w Złoczowie, zm. 21 grudnia 1967) – izraelski polityk, w latach 1955–1967 poseł do Knesetu z list Religijnego Frontu Tory oraz Po’alej Agudat Jisra’el.
W wyborach parlamentarnych w 1955 po raz pierwszy dostał się do izraelskiego parlamentu. Zasiadał w Knesetach III, IV, V i VI kadencji. Zmarł 21 grudnia 1967, a mandat objął po nim Awraham Werdiger.